# Lithocarpus pseudoreinwardtii
Lithocarpus pseudoreinwardtii A.Camus – gatunek roślin z rodziny bukowatych (Fagaceae Dumort.). Występuje naturalnie w Laosie, środkowym i północno-zachodnim Wietnamie oraz południowych Chinach (w południowej części Junnanu). 

## Morfologia
PokrójZimozielone drzewo dorastające do 20 m wysokości.
LiścieBlaszka liściowa jest skórzasta i ma kształt od owalnego do owalnie eliptycznego. Mierzy 8–15 cm długości oraz 4–6 cm szerokości, jest całobrzega, ma klinową nasadę i ostry lub ogoniasty wierzchołek. Ogonek liściowy jest nagi i ma 10–15 mm długości.
OwoceOrzechy o kulistawym kształcie, dorastają do 10 mm długości i 14–18 mm średnicy. Osadzone są pojedynczo w miseczkach w kształcie kubka, które mierzą 10–12 mm długości i 16–24 mm średnicy. Orzechy otulone są w miseczkach do 75–90% ich długości.

## Biologia i ekologia
Rośnie w wiecznie zielonych lasach. Występuje na wysokości około 1200 m n.p.m. Kwitnie i owocuje od marca do czerwca.